# Герберга II (Гандерсхайм)
Герберга Гандерсхаймска (на немски: Gerberga von Gandersheim, Gerbirg, Gerburg, * ок. 940, † 13/14 ноември 1001) от род Лиудолфинги (Саксонска династия) е от 949 до 1001 г. абатеса на манастир Гандерсхайм в Долна Саксония, Германия.
Тя е втората дъщеря на Хайнрих I († 955), херцог на Бавария, и съпругата му Юдит Баварска (925–985), дъщеря на херцог Арнулф I от Бавария. Внучка е на немския крал на Източното франкско кралство Хайнрих I Птицелов и племенница на император Ото I Велики и на Герберга Саксонска, която е съпруга на френския крал Луи IV.
Тя става абатеса на манастир Гандерсхайм. Получава за възпитание София, дъщерята на император Ото II. Към края на живота си тя се разболява. Нейният брат херцог Хайнрих II я посещава през 995 г. и умира там на 28 август.